# Bakhtiyar Kozhatayev
Bakhtiyar Kozhatayev (28 de marzo de 1992) es un ciclista kazajo que fue profesional de 2013 a 2018.
En diciembre de 2018 se le detectaron unos problemas cardíacos que le imposibilitan para la práctica ciclista profesional.

## Palmarés
No consiguió ninguna victoria como profesional.

## Resultados en Grandes Vueltas
Durante su carrera deportiva consiguió los siguientes puestos en las Grandes Vueltas:
| Carrera | Carrera         | 2013 | 2014 | 2015 | 2016 | 2017 | 2018 |
| ------- | --------------- | ---- | ---- | ---- | ---- | ---- | ---- |
|         | Giro de Italia  | —    | —    | —    | 65.º | —    | —    |
|         | Tour de Francia | —    | —    | —    | —    | 93.º | —    |
|         | Vuelta a España | —    | —    | —    | —    | —    | —    |

—: no participa

Ab.: abandono

## Equipos
- Continental Team Astana (2013-2014)
- Astana Pro Team (2014[2] -2018)